# Peine de mort en Illinois
Pour un article plus général, voir Peine de mort aux États-Unis.

Localisation de l'Illinois sur la carte des États-Unis.

La peine de mort dans l'Illinois est officiellement abolie depuis le 9 mars 2011, les condamnations étant commuée en prison à vie sans possibilité de libération conditionnelle. Le dernier exécuté est Andrew Kokoraleis, membre du « Ripper Crew (en) » (« clique des assassins ») le 17 mars 1999.

## Historique
L'Illinois utilisa la pendaison comme mode de mise à mort jusqu'en 1928 (la dernière exécution, celle de Charles Birger (en), fut publique), date à laquelle la chaise électrique se substitua à elle. En 1962, la dernière exécution par électrocution dans l'État a lieu à la prison du comté de Cook. L'injection létale fut adoptée dans l'État en 1990, mais la chaise électrique resta opérationnelle en Illinois pour remplacer l'injection létale, lorsque celle-ci n'aurait pu être pratiquée, ce qui n'est jamais arrivé.
L'Illinois fut jusqu'en 2003 un État comme les autres où la peine de mort avait été rétablie, plus de 170 personnes y avaient été condamnées et peu (12) avaient été exécutées dans les années 1990 (5 en 1995), dont le tueur en série John Wayne Gacy en 1994. 
En 1998, Anthony Porter (en) échappa à son exécution à 50 heures près sur la base de son incapacité à comprendre le sens de sa peine dû à son Q.I. puis, peu de temps après, libéré sur la base de preuves rassemblées par une équipe d'étudiants en journalisme ; cette commutation, précédée et suivie d'autres (20 au total), fit naitre des doutes sur le système judiciaire de l’État. Le 11 janvier 2003, le gouverneur républicain George Ryan commua les peines des 167 condamnés à mort en peines perpétuelles ou, pour 3 d'entre eux, en 40 ans,, geste que ses adversaires attribuent au fait qu'il ait été rendu inéligible par son impopularité et accusé de conspiration, de racket et de fraude,.
Depuis, plus de 14 personnes ont été condamnées à mort et de nombreuses réformes ont été entreprises, notamment sous l'impulsion du sénateur Barack Obama qui a fait voter une loi qui oblige les policiers à filmer les interrogatoires dans les affaires de peine capitale. 
Le 9 mars 2011, la peine de mort y a été abolie et le gouverneur décida de commuer les peines des 15 personnes encore condamnées à la peine capitale.

## Exécutions entre 1977 et 2011
Les exécutions avait lieu à Tamms, au Tamms Correctional Center.
| #  | Criminel           | Date              | Méthode(s)       | Crime(s)                                                                         | Gouverneur        |
| -- | ------------------ | ----------------- | ---------------- | -------------------------------------------------------------------------------- | ----------------- |
| 1  | Charles Walker     | 12 septembre 1990 | Injection Létale | Meurtre en 1983 d'un jeune couple en leur tirant dessus pour les voler.          | James R. Thompson |
| 2  | John Gacy          | 10 mai 1994       | Injection Létale | Meurtre entre 1972 et 1978 de trente-trois garçons après les avoir violés.       | Jim Edgar         |
| 3  | Hernando Williams  | 22 mars 1995      | Injection Létale | Meurtre en 1978 d'une femme après l'avoir kidnappé et violée.                    | Jim Edgar         |
| 4  | James Free         | 22 mars 1995      | Injection Létale | Meurtre en 1978 d'une femme en lui tirant dessus après l'avoir violée.           | Jim Edgar         |
| 5  | Girvies Davis      | 17 mai 1995       | Injection Létale | Meurtre en 1980 d'une retraité de quatre-vingt ans, aveugle, pour la voler.      | Jim Edgar         |
| 6  | Charles Albanese   | 20 septembre 1995 | Injection Létale | Meurtre en 1980 de trois personnes en les empoissonnant à l'arsenic.             | Jim Edgar         |
| 7  | George Del Vecchio | 22 novembre 1995  | Injection Létale | Meurtre en 1977 d'un enfant de six ans lors d'un cambriolage.                    | Jim Edgar         |
| 8  | Raymond Stewart    | 18 septembre 1996 | Injection Létale | Meurtre en 1981 de six personnes dans des braquages différents.                  | Jim Edgar         |
| 9  | Walter Stewart     | 19 novembre 1997  | Injection Létale | Meurtre en 1980 de deux personnes dans un braquage.                              | Jim Edgar         |
| 10 | Durlyn Edmonds     | 19 novembre 1997  | Injection Létale | Meurtre en 1977 d'un enfant de neuf ans après l'avoir violé.                     | Jim Edgar         |
| 11 | Lloyd Hampton      | 21 janvier 1998   | Injection Létale | Meurtre en 1990 d'un retraité pour le voler après l'avoir torturé dans un motel. | Jim Edgar         |
| 12 | Andrew Kokoraleis  | 17 mars 1999      | Injection Létale | Meurtre en 1982 d'une femme en la mutilant après l'avoir violée.                 | George Ryan       |

Avant l'abolition en 2011 le couloir de la mort de l'Illinois comptait 15 condamnés. Entre 1977 et 2011, 200 condamnés ont été graciés dans l'Illinois,